# Вулиця Гризодубової (Мелітополь)
Вулиця Гризодубової — вулиця в Мелітополі, одна з центральних вулиць Мікрорайону, через яку йде основний транспортний потік на вокзал.
Починається біля школи №23, між вулицями Гетьмана Сагайдачного та Чайковського, неподалік вокзалу. Йде до вулиці Ломоносова і далі до проспекту 50-річчя Перемоги, закінчуючись Т-подібним перехрестям біля Ризького ринку. На вулиці розташовані школи № 14, 15 та 19, Привокзальний ринок та супермаркет АТБ .
Вулиця отримала ім'я на честь льотчиці Валентини Гризодубової, яка здійснила в 1938 Безпосадковий переліт Москва - Далекий Схід. Вулиця вперше згадується 20 грудня 1946 року. Іменами членів екіпажу Гризодубової, другого пілота Поліни Осипенко та штурмана Марини Раскової, також названо вулиці Мелітополя.

## Об'єкти
- № 49. Школа № 14
- № 54. Школа № 15